# Caminho de Ferro do Porto do Funchal
O Caminho de ferro do Porto do Funchal foi um sistema ferroviário, que operava no interior do Porto do Funchal, na Ilha da Madeira, em Portugal.

## História
Segundo a obra Breves Considerações sobre os Melhoramentos de que Carece o Porto do Funchal, publicado em 1912 pelo engenheiro Adriano Trigo, as primeiras tentativas para construir um caminho de ferro no porto do Funchal surgiram logo após a construção do cais da Pontinha: «No anno de 1895, logo que ficaram concluidas as obras do porto d'abrigo, lembrou-se um negociante d'esta cidade de pedir a concessão para construir e explorar um caminho de ferro de tracção a vapor entre aquelle porto e a Alfandega do Funchal. Temendo a Empreza do Cabrestante a concorrencia d'aquella via accelerada, que faria deslocar a maior parte do trafego do porto para o caes da Pontinha, apressou-se a fazer identico pedido de concessão ao Governo, o que teve logar naquelle mesmo anno. Em presença dos dois pedidos que lhe foram feitos, resolveu o Governo pô aquella concessão a concurso, mandando pela Direecçâo das Obras Publicas d'este districto elaborar o competente projecto e orçamento das obras, e bem assim organisar o programma de concurso e as condições que deviam servir de base á adjudicaçâo d'aquela concessão. Demorando-se a abertura d'aquelle concurso e prevendo a Associação Commercial do Funchal os grandes beneficios que poderiam resultar para o commercio se aquella concessão lhe fosse feita, tomou a iniciativa de pedir ao Governo, no anno de 1897, uma concessão por 99 annos do exclusivo da exploração commercial do caes da Pontinha, propondo-se construir entre elle e a Alfandega um caminho de ferro de traccão animal.» Porém, apesar daquela associação «se propuzesse adoptar tarifas muito vantajosas para o publico e reservar os lucros da exploração para o custeamento das despezas de manutencão de uma escola de commercio que se óbrigava a criar«, o governo considerou «que tal concessão não era conveniente», e que as obras do caminho de ferro deveriam ser feitas por conta do estado, em conjunto com «as installações que se tornassem necessarias para a exploração do porto d'abrigo, a qual deveria ser entregue á Alfandega». Desta forma, «foram mandados elaborar os respectivos projectos e orçamentos, que ha muitos annos se fizeram, sem que se lhes tenha dado execução. E assim cahiu no esquecimento um dos mais importantes melhoramentos que se poderiam realizar no porto, para beneficiar o seu trafico commercial».
Adriano Trigo refere igualmente que tinha planeado a instalação de «uma linha ferrea entre o porto d'abrigo da Pontinha e a Alfandega e bem assim a de um pequeno caes, provido dos competentes apparelhos de carga e descarga, para serviço exclusivo de mercadorias. Como ccmplemento indispensavel d'estas duas obras projectei a construcção de um amplo armazem de mercadorias, que seria o terminus da linha ferrea da Pontinha, em commnicacão directa com o caes da Alfandega e com o pateo e armazens geraes d'esta estação fiscal. São estes os traços principaes d'aquelle plano de obras que, segundo a estimativa feita tomando por base o custo das obras até hoje executadas na bahia do Funchal, não demandariam um dispendio inferior a 340 contos de reis. O estudo economico d'este plano de melhoramentos, abordado tambem muito superficialmente, fez-me vêr a possibilidade de se occorrer á maior parte d' aquella despeza com o producto da venda dos terrenos conquistados ao mar, sendo a parte restante quasi que inteiramente coberta pelo rendimento da exploração commercial dos caes da Alfandega e da Pontinha e respectiva linha ferrea, exploração que podia ser feita por administracão directa da Junta Geral ou do Estado, quando não se julgasse mais conveniente entregal-a a uma empreza particular a quem se adjudicasse a construcção de todas as obras.» Propôs igualmente a construção de uma grande doca em frente à alfândega, que «seria posta em communicação directa, por meio de uma linha ferrea electrica, com o seu caes e com o porto d'abrigo da Pontinha, cujo caes seria, como aquelle, dotado de todos os apparelhos e disposições exigidas para a sua exploracão commercial». Na mesma obra, é transcrito o parecer de uma comissão nomeada em 8 de Dezembro de 1911 para estudar quais os melhoramentos que eram necessários no Porto do Funchal, e que incluiu a instalação de uma linha férrea eléctrica entre o cais da Pontinha e a alfândega, com «a construcção de um ou mais armazens para mercadorias no terminus d'essa linha, em frente da Alfandega».